# Fétinne
Fétinne est un sous-quartier de la ville de Liège situé dans le quartier administratif des Vennes. Il se trouve sur la rive droite de la Meuse, au confluent avec l'Ourthe. Il a été principalement bâti à la suite des travaux de l'exposition universelle de 1905.
On peut y voir l'église Saint-Vincent, œuvre de Robert Toussaint. Construite en 1930, sa structure est en béton armé.
Ce sous-quartier était autrefois riche en boucheries.